# Eskö
Eskö med Rönnskärsbådan är en ö i Finland. Den ligger i Bottenhavet och i kommunen Närpes i den ekonomiska regionen  Sydösterbotten i landskapet Österbotten, i den västra delen av landet. Ön ligger omkring 81 kilometer söder om Vasa och omkring 320 kilometer nordväst om Helsingfors.
Öns area är 3,39 kvadratkilometer och dess största längd är 4,8 kilometer i nord-sydlig riktning. Ön höjer sig omkring 10 meter över havsytan.

## Sammansmälta delöar
- Eskö 62°22′50″N 21°11′56″Ö / 62.3805°N 21.19886°Ö
- Rönnskärsbådan 62°21′38″N 21°11′06″Ö / 62.36052°N 21.18507°Ö

## Klimat
Inlandsklimat råder i trakten. Årsmedeltemperaturen i trakten är 4 °C. Den varmaste månaden är augusti, då medeltemperaturen är 16 °C, och den kallaste är januari, med −9 °C.